# スワローズTV!
スワローズTV!(スワローズ ティービー)とは､CS放送・フジテレビ739（現フジテレビONE）およびフジテレビCSHD（現フジテレビNEXT）で放送されていた東京ヤクルトスワローズの応援番組である。

## 概要
2006年に古田敦也選手兼監督が就任の際に発足したF-PROJECTの一環として始まった「スワローズ100%応援番組」。放送日時は2006年当初は古田敦也の背番号27にちなみ「毎月27日はスワローズTVの日」と銘打っていたが、その後編成の都合などから「月に一度のスワローズ応援番組」となった。
番組は基本的に
- 東京ヤクルトスワローズの試合をダイジェストで振り返る。
- スワローズ関連のニュースを取り上げる。
- その他企画もの

の3種類で放送される。
放送時間も当初は2時間であったが、2007年途中に1時間番組と短縮された。
番組は2008年度からは基本的にハイビジョン制作で行われており、2008年6月度より初回放送のみフジテレビCSHDでの同時放送が行われていた。
なお、2009年度はフジテレビONEとフジテレビNEXTで放送され、11月23日に神宮球場で開催されたファン感謝デーの模様を中心に放送された。
2010年度はスタジオ収録はなく、2月に春季キャンプ特集、12月にファン感謝デーの模様が放送された。2011年度も同じ方式で、12月にファン感謝デー、翌年2月に春季キャンプ特集を放送。
レギュラー放送終了後は、プロ野球開幕前日に『スワローズTV 開幕直前SP』として、『プロ野球ニュース開幕直前SP』の後に続き、年1回の生放送として、放送される。

## 出演者
- 若松勉（2006年～）

2009年野球殿堂入り。
- 福田萌（2007年～2008年）
- 磯山さやか（2006年、監督公認女子マネージャーとして）
- 相澤仁美（2007年、つばめッ娘クラブとして）
- 中山静香（2007年、〃）
- 秦麻里子（2007年、〃）
- 玄里（2007年、〃）

2007年以降はレギュラーメンバーにフジテレビ野球解説者1名がゲスト出演者として、また、スワローズの選手も出演することがあった。また、レギュラー放送終了後に年一放送となる「開幕直前SP」は、フジテレビアナウンサー男女各1名とフジテレビ野球解説者(=プロ野球ニュース解説者)3名が出演する。なお、2022年の放送は、先述の出演者に加え、東京ヤクルトマスコットキャラクター「つば九郎」も出演した。

## タイトルの変遷
- 2006年 - 古田敦也 球界改革プロジェクト スワローズTV!
- 2007年 - スワローズTV!2007～つばめッ娘クラブ～
- 2008年 - スワローズTV!2008
- 2009年～ - スワローズTV

| スタブアイコン | サブスタブ | この項目は、まだ閲覧者の調べものの参照としては役立たない、テレビ番組に関連した書きかけの項目です。この項目を加筆・訂正などしてくださる協力者を求めています（P:テレビ/PJ:放送または配信の番組）。 |